# João Paulo Santos

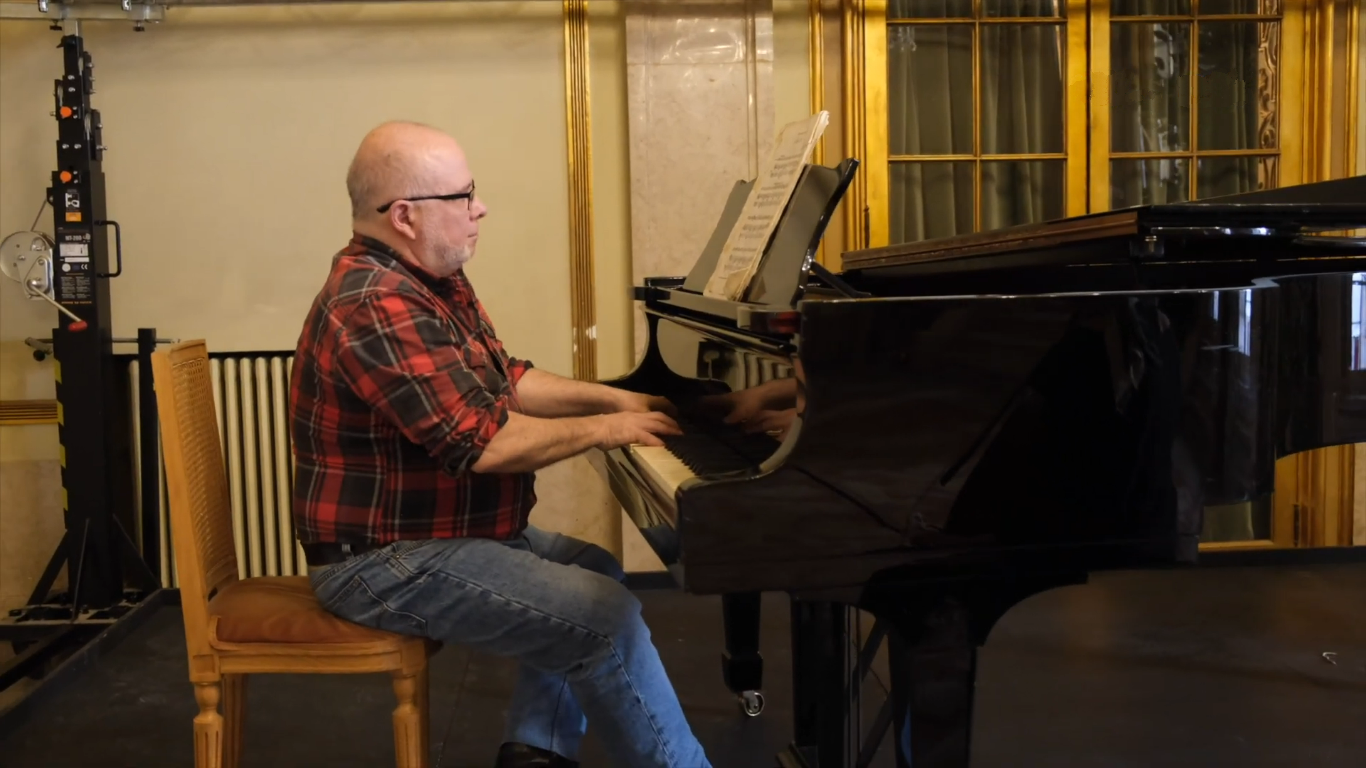
João Paulo Santos em 2021

João Paulo Santos (Lisboa, 1959) é um pianista e maestro português.

## Biografia
João Paulo Santos fez o curso superior de Piano no Conservatório Nacional de Lisboa (classe de Adriano Jordão).
Trabalhou com Helena Sá e Costa, Joana Silva, Constança Capdeville, Lola Aragón e Elizabeth Grümmer.
Foi bolseiro da Fundação Calouste Gulbenkian em Paris (1979-1984).
Foi Maestro Assistente do Coro do Teatro Nacional de São Carlos (1984-1990) e, depois, Maestro Titular desse mesmo Coro (1990-2004).
É Diretor de Estudos Musicais e Diretor Musical de Cena do Teatro Nacional de São Carlos.

## Algumas direções mais significativas
Dirigiu estreias absolutas de obras dos destacados compositores portugueses António Chagas Rosa, António Pinho Vargas e Eurico Carrapatoso.
Dirigiu Renard e Les Noces (Stravinsky), The English Cat (Hans Werner Henze), Orphée aux enfers (Jacques Offenbach), O Nariz (Dmitri Shostakovitch) e, em co-produção com a Culturgest, Hanjo (Hosokawa) e Pollicino (Hans Werner Henze) em estreia em Portugal.

## Algumas apresentações a solo e em grupos de câmara
Enquanto pianista tem-se apresentado a solo e em grupos de câmara. Tem também acompanhando cantores, apresentando-se ainda em duo com a violoncelista Irene Lima (desde 1985).
Do seu repertório assinale-se a interpretação das sonatas para piano e outros instrumentos de Hindemith.

## Prémios
Foi-lhe atribuído o Prémio Acarte 2000 pela direção musical de The English Cat.